# Jüdischer Friedhof (Neustädtles)

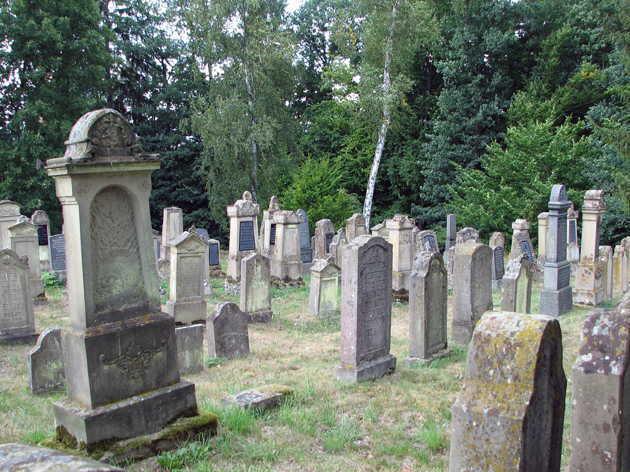
Jüdischer Friedhof (neuer Teil)

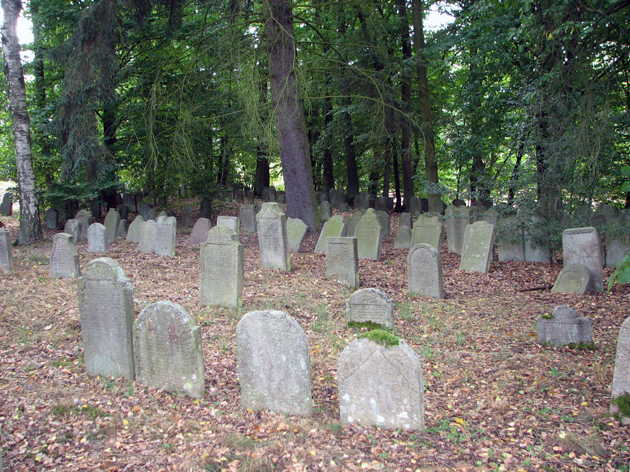
Jüdischer Friedhof (alter Teil)

Der Jüdische Friedhof Neustädtles in Neustädtles, einer Gemarkung der Gemeinde Nordheim vor der Rhön im unterfränkischen Landkreis Rhön-Grabfeld, wurde im 16. oder 17. Jahrhundert errichtet. Der Friedhof liegt auf einer Anhöhe zwischen Willmars und Neustädtles und ist erreichbar über einen Feldweg auf der Höhe des letzten Willmarser Aussiedlerhofes. 

## Geschichte
In Neustädtles selbst gab es keine jüdische Gemeinde. Der jüdische Friedhof in Neustädtles wurde im 16. oder 17. Jahrhundert für die Toten folgender jüdischer Gemeinden der Umgebung angelegt: Haselbach, Hausen, Nordheim vor der Rhön, Oberelsbach, Weisbach, Willmars und bis 1890 teilweise Oberwaldbehrungen. 
Heute sind auf dem 47,80 Ar großen Friedhof noch etwa 1.300 Grabsteine (Mazewot) auf dem alten Teil und 113 auf dem neuen Teil erhalten. Die letzte Beisetzung fand 1938 statt.